# Pilar Nasarre
Pilar Nasarre Ramón es una escritora española. Nació en la ciudad altoaragonesa de Huesca en enero de 1956. Licenciada en Filosofía y Letras por la Universidad de Zaragoza, hasta 1998 trabajó como profesora de Historia en el Instituto de Bachillerato de Sitges. En la actualidad reside en Madrid.

## Obra narrativa
Su primera novela, Al otro lado, ganó el primer premio del Certamen de Novela Corta Villa de las Rozas (Madrid, 1989), aunque pasó casi inadvertida para crítica y lectores. 
La segunda, El último concierto (publicada por Seix Barral en 1990), fue saludada por la crítica como "una de las mejores novelas españolas del año" (José Antonio Ugalde, El País); "un estilo sencillo, sugerente y eficaz, logrado con notable economía de medios lingüísticos" (Ángel Basanta, ABC); o "una pequeña obra maestra" (Dámaso Santos, El Sol). La obra narra una historia de pasión y locura ambientada en Suiza. 
Su tercera novela, El país de Nunca Jamás (Seix Barral, 1993), es una metáfora de la vida expresada a través de las figuras de un psiquiatra y de su antagonista-paciente, Clara. "La autora muestra su combate contra la realidad y su fuga hacia la esperanza... Abunda la introspección, el dolor de vivir y el reguero sutil, lento, ardiente de la palabra poética" (Antón Castro, Veneno en la boca). "Pilar Nasarre se consolida como una de nuestras mejores autoras (Miguel Dalmau, La Vanguardia); "una novela que no tiene desperdicio" (Ajoblanco).
En 1998 apareció Diálogo de Sombras (Seix Barral). La novela transcurre en París y describe la crisis existencial de una pareja. Su muy matizada prosa confirma la destreza narrativa de la autora, su hondura analítica y su capacidad literaria para la creación de personajes (Elvira, Jean y Horacio) con universos íntimos complejos.
Su quinta novela, Tiempo muerto en Berlín (Littera Books, 2005), nos habla de una época que ya no existe, en una ciudad de cambios, e invita a un tiempo de reflexión. Ni la historia individual de Bruno y Lena, ni la colectiva, parecen explicables sin el concurso del azar.
Su sexta obra, Los Hijos de la Luna, se publicó en marzo de 2011 por  Huerga & Fierro Editores, en su colección Graffiti de narrativa ("Novela de soledad y desamor, de contratiempo y de encrucijadas constantes, de ciencia y de estupor, escrita con su cuidadoso pulso, tan poético como inquietante". Suplemento Artes y Letras, Heraldo de Aragón).
Tallado en nieve (Editorial Funambulista, 2020) es su séptima, y por el momento última, novela: contra el sectarismo y contra el poder que tienen ciertos sentimientos perturbadores (la pasión amorosa, el fervor político) para transformar la realidad y convertirla en un relato casi fantasmal. 
En toda la producción literaria de Nasarre se halla presente una particular intensidad lírica, casi poemática, un revelador dominio del lenguaje y una rara y peculiar estructura musical.
"Pilar Nasarre es una consumada artista, despliega talento poético, inventiva estilística en la urdimbre de imágenes y expresiones asombrosamente plásticas, mediante las que llega al lector con turbadora eficacia"  (enlace roto disponible en Internet Archive; véase el historial, la primera versión y la última)., (José Luis Trisán, Heraldo de Aragón)